# Kwasios
Els kwasio o bujeba són un grup ètnic d'Àfrica, membre del grup bantu, originaris de Guinea Equatorial. La seva llengua és el kwasio o bujeba. Viuen a la part nord i sud de Bata, i al sud de río Benito. Han decaigut en nombre i molts han estat assimilats als fang degut a la llur forta influència en dècades recents. Són coneguts com a ndowe o "playeros", un dels nombrosos pobles de la costa de Mbini.